# Nguyên Thái Định Đế
Nguyên Thái Định Đế (28 tháng 11, 1293 - 15 tháng 8 1328), tên thật là Bột Nhi Chỉ Cân Dã Tôn Thiết Mộc Nhi (tiếng Mông Cổ: ᠶᠢᠰᠦᠨᠲᠡᠮᠦᠷ, Chuyển tự Latinh: Yisüntemür qaγan, chữ Mông Cổ: Есөнтөмөр хаан；phiên âm: Borjigin Yesun Temur), là vị Hoàng đế thứ sáu của nhà Nguyên trong lịch sử Trung Quốc và là Đại hãn thứ 10 của đế quốc Mông Cổ. Trong các ghi chép của các sử gia Trung Quốc, ông thường được gọi là Thái Định Đế (tiếng Trung: 元泰定帝) theo niên hiệu đã đặt trong thời gian trị vì. Tên của ông có nghĩa là "Khã hãn chín sắt" trong tiếng Mông Cổ. Cuối thời Càn Long, nhà Thanh đổi phiên âm tên của ông trong ba bộ sử của Liêu, Kim và Nguyên thành Y Tô Đặc Mục Nhi, tuy nhiên tên này không được sử dụng trong giới sử học.
Ông là cháu bốn đời của Nguyên Thế Tổ Hốt Tất Liệt và là con trai tướng Cam Ma Lạt, được Thiết Thất - người chỉ huy phe cánh của Thiếp Mộc Điệp, ủng hộ kế vị sau khi ám sát Nguyên Anh Tông. Dã Tôn Thiết Mộc Nhi rất thích văn hóa truyền thống người Mông Cổ, vì thế trong thời gian trị vì ông đã đảo ngược chính sách trọng dụng nhân tài người Hán của các vị vua tiền triều, thay vào đó là những quan lại Mông Cổ và Hồi giáo.
Ông có lẽ là vị hoàng đế được viếng thăm bởi giáo sĩ dòng Phanxicô Odoric, người đã để lại một bản ghi chép tuyệt vời về các chuyến đi của mình.

## Trước khi làm vua
Dã Tôn Thiết Mộc Nhi sinh năm 1293, là con trưởng của Cam Ma Lạt, vốn là con trai của Thái tử Chân Kim - người từng được Hốt Tất Liệt lựa chọn để kế vị nhưng mất sớm hơn cha. Cha ông trước kia làm Tấn Vương và có nhiệm vụ trấn giữ vùng biên giới phía Bắc, tức Mạc Bắc. Đến năm 1302, Cam Ma Lạt qua đời và Dã Tôn Thiếp Mộc Nhi lên nối nghiệp Tấn vương. Tuy sống ở Mạc Bắc nhưng Dã Tôn Thiết Mộc Nhi vẫn luôn theo dõi sát sao mọi hoạt động ở Đại Đô.
Dưới thời các vua Nguyên Vũ Tông, Nguyên Nhân Tông và Nguyên Anh Tông, Dã Tôn Thiết Mộc Nhi sở hữu lực lượng quân đội đông đảo và hùng mạnh ở Mông Cổ, trở thành một trong những Thân vương được triều đình nể trọng nhất. Việc ông được kế vị và cai trị nhà Nguyên khiến cho các Thân vương khác không mấy ngạc nhiên, vì thế lực mạnh mẽ của ông là không thể chối cãi.
Tháng 8 năm 1323, gian thần Thiết Thất bày mưu với Dã Tôn Thiết Mộc Nhi lật đổ Nguyên Anh Tông để đưa ông lên ngôi. Sợ kế hoạch không thành hoặc bị bại lộ, ông ban đầu bí mật phái người tới Đại Đô mật báo cho Nguyên Anh Tông biết để trị tội phản nghịch của Thiết Thất. Tuy nhiên khi nội gián mà Dã Tôn Thiết Mộc Nhi phái đi chưa kịp đến nơi thì buộc phải quay về, vì Anh Tông đã bị giết chết.

## Lên ngôi hoàng đế
Sau đó Thiết Thất lập Dã Tôn Thiết Mộc Nhi lên ngôi tại bờ sông Kherlen ở Mông Cổ vào ngày 4 tháng 10 năm 1323, lấy niên hiệu là Thái Định, sử gọi Nguyên Thái Định Đế, còn Thiết Thất làm tri khu mật viện sự. Thái Định Đế vừa mới lên ngôi thì bị nhiều đại thần nghi kị là tham gia vào vụ ám sát Anh Tông. Để tránh bị liên lụy, đầu năm 1324, Thái Định Đế hạ lệnh xử tử Thiết Thất và toàn bộ phe cánh của y. Sau đó ông gửi quân đội đến Đại Đô và Thượng Đô để thanh trừng toàn bộ thế lực chống đối mình nhằm củng cố địa vị Hoàng đế Đại Nguyên mà các ngoại thích đã tranh giành từ cuối thời Nguyên Vũ Tông. Năm Thân vương có liên quan đến vụ ám sát Anh Tông đều bị đày đến Vân Nam, Hải Nam và các vùng xa xôi khác. Đại thần người Hán dâng sớ yêu cầu Thái Định Đế truy giết thân nhân của Thiếp Mộc Điệp, Thiết Thất và phe cánh của họ để trừ hậu họa, nhưng ông đã từ chối. Ông ra chỉ dụ ân xá cho gia đình tội nhân, thậm chí trao trả những tài sản bị tịch thu của tội nhân cho chính gia đình họ.
Mang tiếng chiếm đoạt ngai vàng bằng mưu đồ giết chóc, Thái Định Đế cố gắng tìm kiếm sự ủng hộ rộng nhất có thể. Để chiếm được cảm tình của người dân, ông bày tỏ lòng tôn trọng đối với truyền thống Nho giáo từ khi bắt đầu triều đại. Tuy nhiên, các quan lại gốc Hồi giáo và Mông Cổ, những người tháp tùng ông từ thảo nguyên về kinh thành vẫn chiếm vị trí chủ chốt trong triều vào giai đoạn này. Kumeijil và Tas Temur là phe cánh lớn nhất; Đảo Thích Sa (Dawlat Shah) là người quản lý chính sự của Trung thư tỉnh (中書省), sau đó phụ trách kiểm duyệt, và cuối cùng giao cho Kumeijil và Tas Temur xử lý; Andachu phụ trách quản lý quân đội triều đình. Ngoài Đảo Thích Sa, hai vị quan Hồi giáo, Ubaidullah và Bayanchar cũng phụ trách cai quản chính sự. Mahumud Shah và Hasan Khoja cai quản quân sự. Trái ngược với người Hồi giáo, các quan đại thần người Hán không có sức ảnh hưởng đối với triều chính. Hành động thiên vị người Mông Cổ rõ rệt nhất của Hoàng đế, chính là miễn thuế cho các tín đồ Kitô giáo và Hồi giáo.
Tuy nhiên, Thái Định Đế lên án sự lãng phí của triều đình khi mua đá quý đắt tiền, nhập khẩu bởi các thương gia ngoại quốc và bán giá gấp 10 lần so với giá trị ban đầu, trong khi nhiều người dân khác đang phải chịu nạn đói. Năm 1326, khả hãn Ozbeg của hãn quốc Kim Trướng đã tặng một con báo săn cho vua Nguyên, và được Thái Định Đế dùng vàng, bạc, tiền mặt và lụa để đáp lễ.

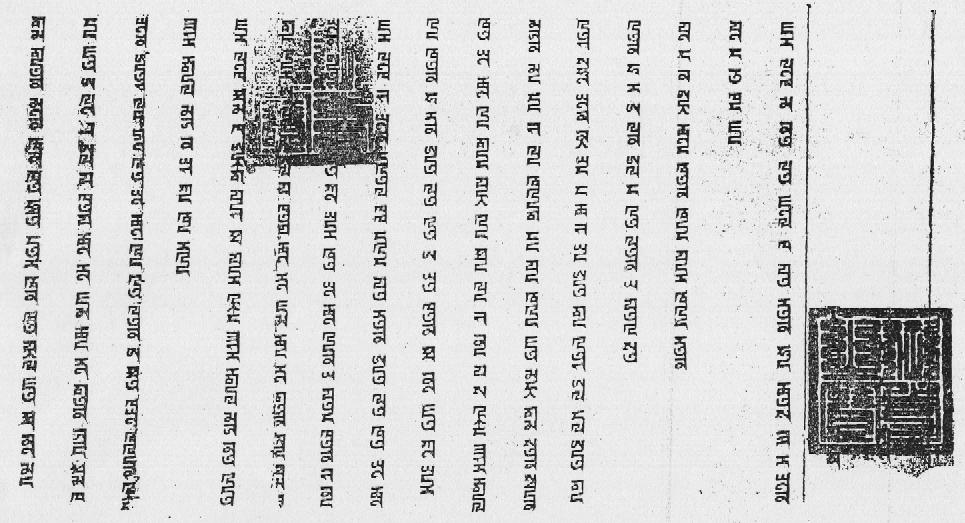
Đạo luật của Nguyên Thái Định Đế

Trong triều đại của mình, Thái Định Đế đã chia vương quốc thành 18 quận, được quản lý chặt chẽ bởi các Quận chúa (trước đây là 12 quận). Hầu hết, các Quận chúa đều phàn nàn về các Lạt ma, những người được Hoàng đế nể trọng, rằng họ đã vi phạm luật pháp nghiêm trọng, làm nhục người dân. Họ xâm nhập nhà cửa, đuổi chủ nhà và giở trò đồi trụy với nữ giới, ngoài ra còn khá nhiều những chuyện đáng xấu hổ khác. Nỗi sợ của người dân gia tăng đến đỉnh điểm, khiến Hoàng đế ra lệnh cấm các Lạt-ma vào Trung Quốc. Ngoài Phật giáo, Thái Định Đế còn bỏ bê truyền thống thờ cúng của người Mông Cổ.
Nhìn chung, Thái Định Đế được ghi nhận chăm lo triều chính, thương mến dân tình. Suốt 5 năm tại ngôi, ông có đưa ra nhiều chính sách cải thiện dân tình, nhưng lại không tiếp thu ý kiến của các đại thần, trung thần,... Vì vậy nên con đường cải cách chính trị đã gặp vô số khó khăn. Thay vì nghiêm trị, Thái Định Đế chọn cách khoan dung quá mức nên chính sự, kỷ cương ngày càng lỏng lẻo. Những tên địa chủ lợi dụng lòng tin của triều đình mà cướp bóc của cải, chiếm đoạt ruộng đất dân nghèo. Những kẻ cướp luôn quấy nhiễu đời sống xã hội của người dân.

## Qua đời
Ngày 15 tháng 8 năm 1328, trong một chuyến tuần du ở Thượng Đô, Thái Định Đế đột ngột băng hà. Toàn bộ triều chính rơi vào tay hai trợ thủ đắc lực của ông là Đảo Thích Sa và Bát Bất Hãn Hoàng hậu. Con trai Thái Định Đế là A Tốc Cát Bát, được Đảo Thích Sa đưa lên kế vị, tuy nhiên thế lực của con trai ông nhanh chóng bị đánh bại bởi Nguyên Văn Tông ba tháng sau, trong cuộc chiến tranh giữa hai kinh đô.

## Gia quyến
Thân phụ: Cam Ma Lạt, con trai Thái tử Chân Kim. Sau truy phong Nguyên Hiển Tông.
Thân mẫu: Phổ Nhan Khiếp Lý Mê Thất, Hoằng Cát Lạt thị. Sau truy phong Tuyên Ý hoàng hậu.
Phối ngẫu:
1. Đại Hoàng hậu (còn gọi là Hoàng chính hậu):
- Bát Bất Hãn Hoàng hậu, Hoằng Cát Lạt thị. Sinh mẫu của Nguyên Thiên Thuận Đế A Tốc Cát Bát.

2. Thứ Hoàng hậu:
- Diệc Liên Chân Bát Lạt Hoàng hậu, Diệc Khất Liệt thị , Đệ nhị Hoàng hậu. "Tân Nguyên sử" cho rằng bà là con gái lớn của Ích Lý Hải Nhã (益里海雅) - công chúa nhà Nguyên , con gái Nguyên Thành Tông và phò mã A Thất (阿失) có phong hiệu Xương vương (昌王). Năm Thái Định thứ 2 (1325) nhập cung. Em gái của bà là Anh Tông Hoàng hậu Tốc Ca Bát Lạt.
- Tát Đáp Bát Lạt Hoàng hậu (?-1326) , Đệ tam Hoàng hậu. "Tân Nguyên sử" cho rằng bà là con gái của Thọ Ninh Công chúa (寿宁公主) - em gái ruột của Thái Định đế và một người thuộc bộ tộc Nãi Man.
- Tất Hãn Hoàng hậu , Hoằng Cát Lạt thị , con gái của Mãi Trụ hãn tên Cổn Vương (衮王) , cháu trai của Án Trần (按陳) - anh rể của Thành Cát Tư Hãn. Sau khi nhà Nguyên rút về phương Bắc , bà đi đến huyện Đông An , không rõ tung tích.
- Tốc Ca Đáp Lý Hoàng hậu , Hoằng Cát Lạt thị , chị gái Tất Hãn Hoàng hậu.
- Bốc Nhan Khiếp Lý Mê Thất Hoàng hậu;
- Thiết Nhĩ Hoàng hậu;
- Thất Liệt Thiếp Mộc Nhi Hoàng hậu;
- Hốt Lạt Hoàng hậu;
- Dã Tốc Hoàng hậu;

Con cái:
- A Tốc Cát Bát. Sau kế vị tức Nguyên Thiên Thuận Đế;
- Tấn vương Bát Đích Ma Diệc Nhi Gián Bốc, mất sớm;
- Thái tử Tiểu Tiết, chết yểu. Trước khi chết phong Hoàng thái tử để xung hỉ nhưng không qua khỏi;
- Thái tử Doãn Đang Tạng Bốc, chết yểu.